# Річард Марсіна
Ріхард Марсіна (словац. Richard Marsina, 4 травня 1923 — 25 березня 2021) — словацький історик, один із засновників сучасної словацької історіографії та видатний фахівець із середньовічної історії Словаччини.

## Біографія
З 1960 року працював у HÚ SAV. Займався критичним редагуванням середньовічних джерел, які були опубліковані у двох томах під назвою Codex diplomaticus et epistolaris Slovaciae, в яких відредагував документи, опубліковані до 1260 року в повному тексті з критичним (науковим) апаратом. До цього він опублікував два томи відповідних коментарів (досліджень). Про його надзвичайну ерудицію свідчить і той факт, що він опрацьовував словацький матеріал із загальноугорської точки зору — порівнював (оцінював) загальноугорський документальний матеріал, і таким чином зумів уточнити кваліфікацію окремих документів до території Словаччини. Він вперше визначив деякі документи як фальшиві або, навпаки, як справжні. З 1961 по 1969 рік він очолював науково-дослідний відділ Словацької академії наук у Будапешті. Багато років працював архівістом у Братиславському міському архіві, Земельному архіві та Державному центральному архіві в Братиславі (нині Словацький національний архів), потім дослідником в Історичному інституті Словацької академії наук у Братиславі. Викладав на кафедрі історії факультету мистецтв Трнавського університету. Здобув звання доцента і професора Пряшівського університету, а згодом отримав звання доктора honoris causa там же. Він займався дипломатією, історією міст та середньовічною історією Словаччини та Угорщини.

## Праці
Книжкові публікації
- Urbáre feudálnych panstiev na Slovensku v 16. a 17 storočí, zväzok I. a II., Bratislava 1959 (spoluautor M. Kušík),
- Codex diplomaticus et epistolaris Slovaciae, zväzok I. a II., Bratislava, 1971 a 1987,
- Štúdie k slovenskému diplomatáru zväzok I/1 — 2, Bratislava: VEDA, vyd. SAV, 1971 a 1973,
- Štúdie k slovenskému diplomatáru, zväzok II., Bratislava: VEDA, vyd. SAV, 1989,
- Metodov boj, Bratislava: Obzor, 1985,
- Spoluautor: Slovensko — Dejiny, Bratislava 1971,
- Spoluautor: Dejiny Slovenska I., Bratislava: VEDA, vyd. SAV, 1986,
- Slovenské dejiny, Martin: Matica slovenská, 1992 (spoluautor),
- Vojenské dejiny Slovenska I, Bratislava 1993 (spoluautor),
- Dějiny Maďarska, Brno: Masarykova univerzista, 1993 (spoluautor).
- Legendy stredovekého Slovenska. Ideály stredovekého človeka očami cirkevných spisovateľov. Budmerice: Rak, 1997,
- Tatársky vpád, Budmerice: Rak, 2008 (spolautor Miloš Marek)
- Etnogenéza Slovákov. Kto sme a aké je naše meno / [Zost.]: Marsina, Richard — Mulík, Peter. [Aut.]: Marsina, Richard — Kolník, Titus — Ďurica, Milan S. — Mulík, Peter — Sedlák, Vincent — Hrnko, Anton — Marek, Miloš — Blanár, Vincent — Majtán, Milan — Škultéty, Jozef — Stanislav, Ján — Bartek, Henrich — Filip, Michal — Kučera, Matúš. Martin, Matica slovenská 2009. 179 s. ISBN 978-80-7090-940-9
- Machala, Drahoslav — Marsina, Richard: Zlatá kniha Slovenska. Martin, Vydavateľstvo Matice slovenskej, 2013. 168 s.
- Pramene o živote svätých Cyrila a Metoda a ich učeníkov / [Zost.]: Škoviera, Andrej. [Predslov]: Marsina, Richard. Bratislava, Post Scriptum 2014. 200 s. ISBN 978-80-89567-23-2
- Thurocz, Johannes de Ján z Turca. Kronika Jána z Turca. 1488. Johannes de Thurocz. Chronica Hungarorum. 1488 / [Z Latinského originálu prel.]: Sopko, Július. [Štúdie]: Jankovič, Ľubomír Marsina, Richard. [Editori]: Drobný, Eduard — Gocníková, Magdaléna. Bratislava: Perfekt, 2014. 590 s. ISBN 978-80-8046-692-3